# Зіденбург
Зіденбург (нім. Siedenburg) — громада в Німеччині, розташована в землі Нижня Саксонія. Входить до складу району Діпгольц. Центр об'єднання громад Зіденбург.
Площа — 14,22 км2. Населення становить 1228 ос. (станом на 31 грудня 2021).

## Галерея

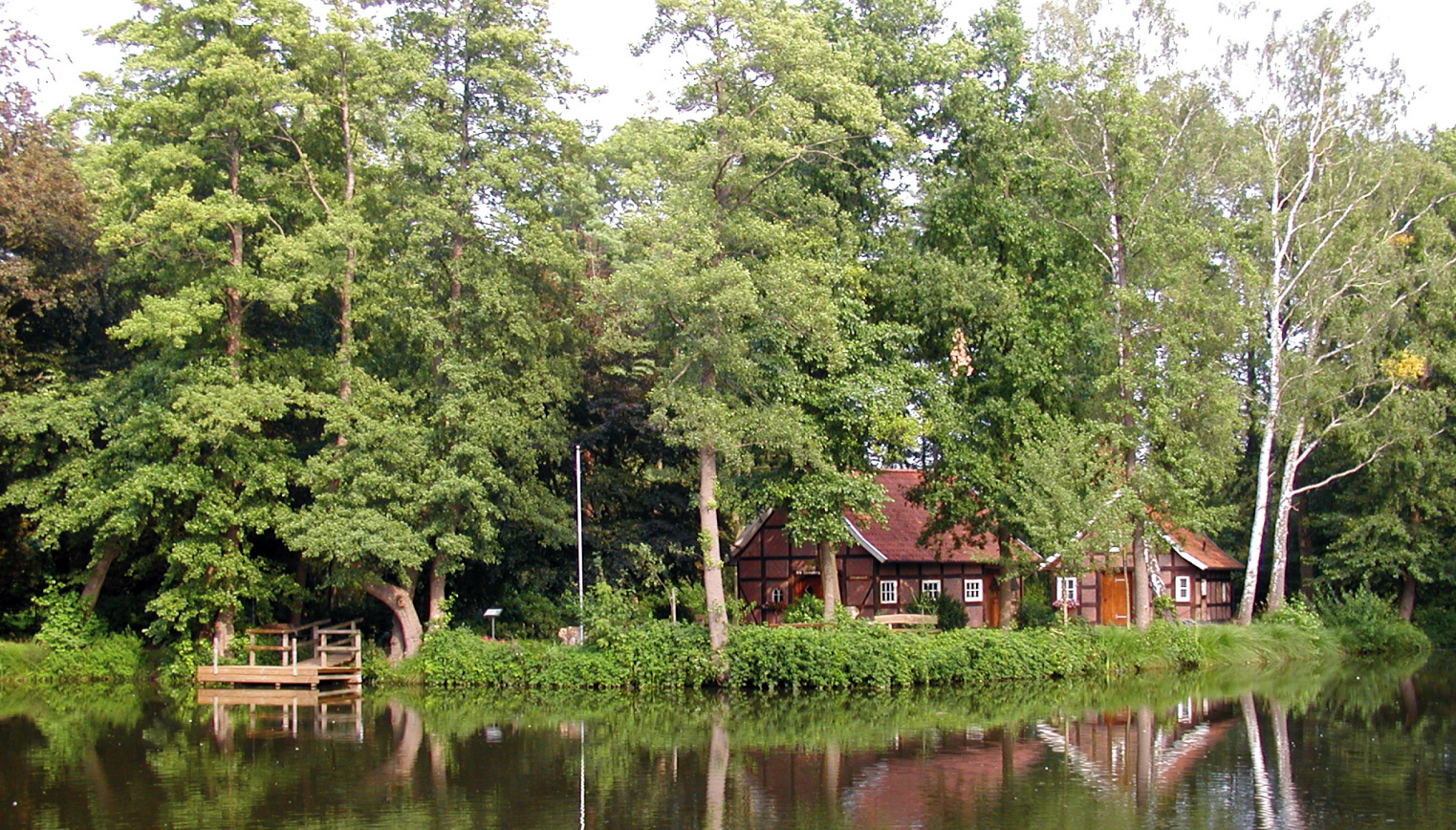